# Light of the Stable
"Light of the Stable" är en julsång inspelad av Emmylou Harris och utgiven på singel 1975, samt på hennes julalbum med samma namn från 1979.,
Sången skrevs av Steve Rhymer och Elizabeth Rhymer. Sången spelades ursprungligen in av Emmylou Harris, med bakgrundssång av Linda Ronstadt, Dolly Parton och Neil Young. En cover sjöngs 1988 in av Tara MacLean. 2002 spelade trion "Selah" in sången på sitt julmusikalbum "Rose of Bethlehem."

### Fotnoter
1. ↑  ”Emmylou Harris – Light of the Stable” (på engelska). Discogs. 16 mars 1975. http://www.discogs.com/Emmylou-Harris-Light-Of-The-Stable/release/5535778. Läst 20 december 2014.
2. ↑  ”Emmylou Harris – Light of the Stable” (på engelska). Discogs. 16 mars 1979. http://www.discogs.com/Emmylou-Harris-Light-Of-The-Stable/master/380983. Läst 20 december 2014.